# Duane Chapman
Duane Lee « Dog » Chapman (né le 2 février 1953 à Denver dans les Colorado), est un chasseur de primes américain et un ancien agent de probation. Il doit sa notoriété à la série Dog the Bounty Hunter, un show de télé-réalité hebdomadaire diffusé sur A&E Network (États-Unis), Virgin 1 et Bravo (Royaume-Uni/Irlande), FOX8 et GO! (Australie), ainsi que OLN (Canada).

## Biographie et carrière
Duane Lee Chapman est l'aîné des quatre enfants de Wesley Duane et Barbara Cowell Chapman. Il a deux sœurs cadettes et un frère cadet. Il a abandonné l'école en classe de 4e.
Duane Chapman fut boxeur amateur dans son adolescence, sous le pseudonyme de « Dog Lee », basé sur son surnom et son second prénom. Il aime toujours l'haltérophilie, comme le démontre l'épisode de sa série intitulé Le Bosco, durant lequel ses efforts sont filmés.
Dog a été membre du célèbre gang de motards The Devil's Disciples MC[réf. nécessaire].
En 1977, Chapman a été condamné à cinq ans de prison et incarcéré à Huntsville, au Texas. Pendant son incarcération, Duane et sa première épouse, LaFonda Honeycutt, divorcèrent. Il a effectué 18 mois sur les cinq ans pour complicité de meurtre sur la personne de Jerry Oliver à Pampa, au Texas. Chapman a plaidé coupable de ne pas avoir dénoncé le meurtre par balle à la police, mais refusa d'être considéré comme complice. Il a été libéré sur parole (sans caution). Deux de ses coaccusés ont été libérés sur probation et un troisième, reconnu comme le tireur, a été condamné à dix ans de réclusion.
En 2006, il épouse sa cinquième femme, Beth Smith, en direct pendant son show télévisé. Ils se connaissaient alors depuis seize ans et vivaient ensemble depuis huit ans.
Il est passionné par l'histoire des indiens d'Amérique du Nord.

## Arrestation par le gouvernement mexicain
Le 18 juin 2003, Chapman fait la une en chassant et capturant Andrew Luster, réfugiés à Puerto Vallarta, au Mexique. Luster avait fui les États-Unis pendant son procès pour trafic de stupéfiants et pour le viol de plusieurs femmes, condamné par contumace pour 86 chefs d'inculpation incluant plusieurs viols avec violence en 1996, 1997 et 2000. Dog Chapman était assisté de son équipe de « chasseurs », composée de son fils Leland et de son associé, Tim Chapman. Après l'arrestation et l'incarcération d'Andrew Luster, Duane Chapman fut interviewé pour un documentaire diffusé le 28 août 2009 par Dominick Dunne, Power, Privilege, and Justice sur le réseau TruTV network.
Le 14 septembre 2006, quelques jours avant l'expiration du statute of limitations - permis d'intervention -, Chapman et son fils Leland Chapman ainsi que son associé Tim Chapman ont été arrêtés par l'USMS (United States Marshals service) et emprisonnés à Honolulu sur demande des autorités mexicaines. En effet, les Mexicains ont poursuivi les trois hommes pour atteinte à la liberté de circulation d'Andrew Luster en 2003 durant son arrestation, en raison du fait que Luster ne leur a pas été remis pour extradition. Après avoir interdit aux trois hommes de quitter le pays en 2003, la justice mexicaine a déclaré Duane, Leland et Tim Chapman fugitifs et a tenté d'obtenir leur extradition pour comparution devant le tribunal. Après avoir passé une nuit à la prison fédérale d'Honolulu, Chapman a déclaré aux journalistes : « L'USMS nous a très bien traités. Mais laissez moi vous dire, personne ne veut jamais être incarcéré dans une prison fédérale, c'est quelque chose de terrible. »
Le jour suivant, 15 septembre 2006, Chapman est apparu dans le box des accusés du tribunal d'Honolulu les pieds et les mains entravés. Le juge admit qu'il n'y avait pas de risque de fuite, et accepta immédiatement que les hommes soient libérés et placés sous surveillance électronique avec un bracelet à la cheville. Les trois hommes furent libérés sous caution (300 000 $ pour Duane Chapman, 100 000 $ pour chacun des deux autres).
Beth Chapman eut également quelques ennuis après avoir été arrêtée en possession d'un dispositif d'enregistrement au tribunal. Elle a été relâchée après avoir déclaré que l'équipe de télévision était entrée dans le tribunal sans transmetteur et sans récepteur ; le juge se dit satisfait qu'aucun enregistrement n'existât,.

## Dérapage raciste
En mars 2007, durant une conversation enregistrée avec son fils Tucker, Chapman fut très grossier, utilisant le mot nigger (nègre) en se référant à Monique Shinnery, sa petite amie noire Afro-Américaine.
La cassette a été vendue par Tucker au journal National Enquirer et mise en ligne le 31 octobre 2007, déclenchant l'indignation des responsables des droits civiques qui réclamèrent que le show de dog Dog the Bounty Hunter soit interdit d'antenne. Après que la cassette a été rendue publique, A&E annonça la suspension de la production de la série en attendant le résultat d'une enquête,.

### Enfants
Avec La Fonda Sue Honeycutt :
1. Duane Lee Chapman II
2. Leland Blaine Chapman

Avec Anne M. Tegnell :
1. Zebediah Duane Chapman (décédé)
2. Wesley Chapman - Alias Wes Morgenegg[20]
3. James « J.R. » Chapman

Avec Lyssa Rae Brittain :
1. Barbara Katie Chapman (décédée[21])
2. Tucker Dee Chapman
3. Lyssa Rae Chapman-Galanti
4. Nicholas Chapman (née de Lyssa après leur divorce)

Avec Alice Elizabeth « Beth » Smith :
1. Bonnie Joanne Chapman
2. Garry Chapman

Autre :
1. Christopher Michael Hecht

## Filmographie

### Télévision
2012-2018 : Hawaii 5-0 : lui-même